# Ismaning
Ismaning è un comune tedesco di 14 858 abitanti, situato nel land della Baviera. È un sobborgo di Monaco di Baviera. Vi scorre il fiume Isar ed è presente una stazione dei treni suburbani (S-Bahn) efficientemente collegata con l'aeroporto di Monaco di Baviera (Franz Josef Strauss), con la centralissima Marienplatz e con la stazione ferroviaria centrale (Hauptbahnhof) ed est (Ostbahnhof).